# Ižipci
Ižipci, muška pjevačka grupa / muška pjevačka skupina / muška vokalna skupina koja djeluje u sklopu Društva prijatelja baranjskih starina "Ižip" iz Topolja.

## Povijest skupine
Pjevaju stare, već skoro zaboravljene pjesme i napjeve. Veliki dio opusa odnosi se na starocrkvene pjesme. Sudjelovala je na mnogim manifestacijama diljem Hrvatske, te u Bačkom Monoštoru i Subotici, i polučila zavidne rezultate. Godine 2006. sudjelovala je na glazbenom festivalu Zlatne žice Slavonije u Slavonskoj Požegi, otpjevavši pjesmu Baranjsko nebo s tamburaškim sastavom Šokačka grana.